# Куп домаћих нација 1892.
Куп домаћих нација 1892. (службени назив: 1892 Home Nations Championship) је било 10. издање овог најелитнијег репрезентативног рагби такмичења Старог континента.
Куп су освојили рагбисти Енглеске који нису примили ниједан поен.

## Такмичење
Енглеска - Велс 17-0
Енглеска - Ирска 7-0
Велс - Шкотска 2-7
Шкотска - Ирска 2-0
Ирска - Велс 9-0
Шкотска - Енглеска 0-5

## Табела
|   | Селекција                     | ИГ | Д | Н | И | ПД | ПП | ПР  | Б  |  |
| - | ----------------------------- | -- | - | - | - | -- | -- | --- | -- |  |
| 1 | Рагби репрезентација Енглеске | 3  | 3 | 0 | 0 | 29 | 0  | +29 | 6  |  |
| 2 | Рагби репрезентација Шкотске  | 3  | 2 | 0 | 1 | 9  | 7  | +2  | 34 |  |
| 3 | Рагби репрезентација Ирске    | 3  | 1 | 0 | 2 | 9  | 9  | 0   | 2  |  |
| 4 | Рагби репрезентација Велса    | 3  | 0 | 0 | 3 | 2  | 33 | -31 | 0  |  |

| Победник Купа домаћих нација 1892.                        |
| --------------------------------------------------------- |
| Репрезентација Енглеске 3. титула првака Европе у рагбију |